# Voo TransAsia Airways 235

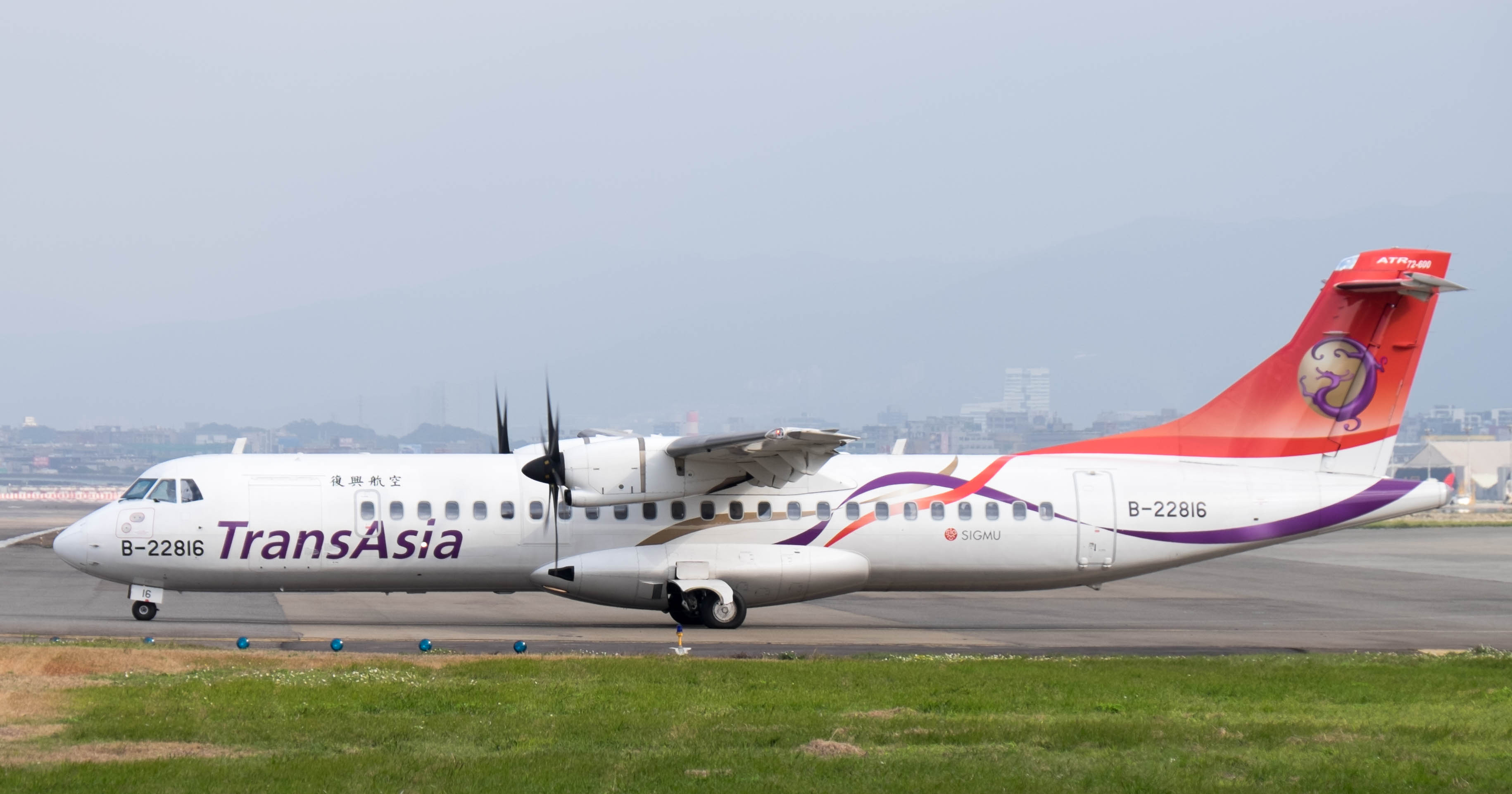
Aeronave envolvida no acidente

O voo TransAsia Airways 235 era uma rota aérea regular entre o Aeroporto de Taipé Songshan, Taipé, e o Aeroporto de Kinmen, Kinmen. No dia 4 de fevereiro de 2015, o avião desgovernado colidiu com uma ponte, e caiu no rio Keelung. Havia 58 pessoas no avião (53 passageiros e 5 tripulantes), das quais 43 morreram.

## Voo
O voo 235 partiu de Taipé no horário local às 10h52min (2h52min UTC), com 53 passageiros e cinco tripulantes a bordo. Momentos depois, a gravação das comunicações de controle de tráfego aéreo supostamente mostrou os pilotos emitirem um chamado de Mayday (declarando uma emergência) e relatando uma flame-out (apagamento da chama na câmara de combustão do motor). Às 10h55min, os controladores perderam contato com a aeronave, e ela caiu no rio Keelung em Taipé.
Pelo menos três vídeos de carros registraram o acidente. Passando da esquerda para a direita em toda a armação no vídeo, a aeronave, primeiro passou por um prédio de apartamentos. Em seguida, foi puxada bruscamente para o lado da ponte, em cerca de um ângulo de inclinação de 90º, com a asa portada para baixo. A ponta da asa colidiu com um táxi, e a mesma foi arrancada quando colidiu com a estrutura de concreto da ponte. Duas pessoas no táxi ficaram feridas. As buscas pelos corpos desaparecidos no Rio Keelung acabaram no dia 12 de fevereiro, quando o 43º corpo foi encontrado pelas equipes de resgate.
O piloto, Liao Chien-tsung, o copiloto, Liu Tzu-chung, e o engenheiro de voo, Hung Ping-chung, morreram. Entre os 31 passageiros da China continental, a maioria procedentes da cidade de Xiamen (leste), somente três se salvaram.

## Nacionalidades
| Nacionalidade | Passageiros | Tripulantes | Total |
| ------------- | ----------- | ----------- | ----- |
| taiwaneses    | 22          | 5           | 27    |
| chineses      | 31          | –           | 31    |
| Total         | 53          | 5           | 58    |